# Седлець (Краківський повіт)
Седлець (пол. Siedlec) — село в Польщі, у гміні Кшешовиці Краківського повіту Малопольського воєводства.
Населення — 650 осіб (2011).
У 1975-1998 роках село належало до Краківського воєводства.

## Демографія
Демографічна структура станом на 31 березня 2011 року:
|          | Загалом | Допрацездатний вік | Працездатний вік | Постпрацездатний вік |
| -------- | ------- | ------------------ | ---------------- | -------------------- |
| Чоловіки | 303     | 41                 | 230              | 32                   |
| Жінки    | 347     | 46                 | 221              | 80                   |
| Разом    | 650     | 87                 | 451              | 112                  |